# Zabka (genre)
Genre
Zabka est un genre d'araignées aranéomorphes de la famille des Salticidae.

## Distribution
Les espèces de ce genre se rencontrent en Viêt Nam et en Chine.

## Liste des espèces
Selon World Spider Catalog (version 25.5, 07/12/2024) :
- Zabka cooki (Żabka, 1985)
- Zabka dianmian Wang, Yu & Zhang, 2024
- Zabka xuyei (Lin & Li, 2020)

## Systématique et taxinomie
Ce genre a été décrit par Wang, Li et Pham en 2023 dans les Salticidae.

## Étymologie
Ce genre est nommé en l'honneur de Marek Żabka.

## Publication originale
- Wang, Li & Pham, 2023 : « Thirteen species of jumping spiders from northern Vietnam (Araneae, Salticidae). » ZooKeys, vol. 1148, p. 119-165 (texte intégral).